# Обухово (городской округ Шаховская)
Обухово — деревня в городском округе Шаховская Московской области.

## Население
| 1859 | 1926 | 2002 | 2006 | 2010 |
| ---- | ---- | ---- | ---- | ---- |
| 106  | ↗118 | ↘109 | ↘106 | ↘104 |

## География
Деревня расположена в центральной части округа, примерно в 5 км к югу от райцентра Шаховская, на правом берегу реки Хованки (бассейн Рузы), высота центра над уровнем моря 222 м. Ближайшие населённые пункты — Бролино на юго-западе и Вишенки на востоке.
В деревне 7 улиц: Березовая, Лесная, Новая, Речная, Ручейная, Солнечная и Тенистая.
Останавливаются автобусы № 44 и 46.

## Исторические сведения
В 1769 году Обухова — деревня Хованского стана Волоколамского уезда Московской губернии, владение гвардии поручика Фёдора Прокофьевича Соковнина и вдовы Натальи Прокофьевны Шушариной. К владению относилось 450 десятин 699 саженей пашни, 142 десятины 464 сажени леса и сенного покоса. Вместе с деревней Выдрина насчитывалось 12 дворов и 44 души.
В середине XIX века сельцо Обухово относилось к 1-му стану Волоколамского уезда и принадлежала графине Софье Прокофьевне Бобринской. В деревне было 15 дворов, 61 душа мужского пола и 62 души женского.
В «Списке населённых мест» 1862 года — владельческое сельцо 1-го стана Волоколамского уезда Московской губернии по левую сторону Московского тракта, шедшего от границы Зубцовского уезда на город Волоколамск, в 29 верстах от уездного города, при реке Хованке, с 17 дворами и 106 жителями (50 мужчин, 56 женщин).
По данным на 1890 год деревня Обухово входила в состав Муриковской волости, число душ мужского пола составляло 52 человека.
В 1913 году — 21 двор, кредитное товарищество и имение графа А. А. Бобринского.
Постановлением президиума Моссовета от 24 марта 1924 года Муриковская волость была включена в состав Судисловской волости.
По материалам Всесоюзной переписи населения 1926 года — центр Обуховского сельсовета, проживало 118 человек (50 мужчин, 68 женщин), насчитывалось 27 крестьянских хозяйств.
С 1929 года — населённый пункт в составе Шаховского района Московской области.
1994—1995 гг. — деревня Черленковского сельского округа Шаховского района.
1995—2006 гг. — деревня Волочановского сельского округа Шаховского района.
2006—2015 гг. — деревня сельского поселения Степаньковское Шаховского района.
2015 г. — н. в. — деревня городского округа Шаховская Московской области.